# بزداد
بزداد (به انگلیسی: Bazdad) یک منطقهٔ مسکونی در پاکستان است.